# Десенка (приток Чернички)
Десенка — река в России, протекает в Троицком административном округе Москвы. Длина — 7 км.

## География
Река Десенка берёт начало в лесах около деревни Дмитровки. Течёт на запад. У деревни Ильино сливается с рекой Черничкой.
Ранее Десенка считалась притоком Нары и принимала Черничку справа.

## Данные водного реестра
По данным государственного водного реестра России относится к Окскому бассейновому округу, водохозяйственный участок реки — Нара от истока и до устья, речной подбассейн реки — бассейны притоков Оки до впадения Мокши. Речной бассейн реки — Ока.
Код объекта в государственном водном реестре — 09010100712110000022478.